# アデノシルホモシステイナーゼ
アデノシルホモシステイナーゼ(S-adenosyl-L-homocysteine hydrolase、EC 3.3.1.1)は、メチル回路において、S-アデノシル-L-ホモシステインからアデノシンとホモシステインの可逆的な水和反応を触媒する酵素である。
この酵素は、NAD+に結合し、補酵素として必要とする、至る所に遍在する酵素である。約430から470アミノ酸残基から構成される、高度に保存された酵素である。この酵素のファミリーは、中央部分にグリシンの多い領域を含み、この領域はNAD結合に関わっていると考えられている。
この酵素は、アロステリック効果のモデルとして用いられることがある。